# Barranc de la Llenguadera
El Barranc de la Llenguadera és un curs d'aigua ocasional que s'origina al terme d'Almoster i transcorre principalment pel terme de Castellvell del Camp, al Baix Camp.
Abans d'entrar al terme de Castellvell fa un tram de frontera entre els dos termes. Quan travessa el camí d'Almoster a l'Aleixar corre paral·lel al camí de Prades. Se li uneix per la dreta el barranc de la Roureda, i perd el nom inicial. A partir d'aquí és la Riera del Roquís o riera de Castellvell, que va a reunir-se amb la de la Vidaleta als Cinc Ponts, a l'extrem sud-est del terme.